# Chrysine
La chrysine est un composé chimique de la famille des flavones naturellement présent dans la fleur passiflore bleue (Passiflora caerulea). Elle est présente également en petite quantité dans les rayons de ruche, et on a aussi répertorié sa présence dans l'Oroxylum indicum.

## Inhibition de l'aromatase
La chrysine est vendue aux athlètes, et aux bodybuilders en particulier, comme inhibiteur de l'aromatase,, bien que des études in vivo ne montrent aucune activité inhibitrice de l'aromatase,. Le but recherché est d'élever les taux de testostérone ou de stimuler sa production, ou encore de diminuer le taux d'œstrogène. Cependant, le fait qu'elle n'ait aucune action sur le niveau d'œstrogène ni chez l'animal ni chez l'homme semble faire de plus en plus consensus. Des premières preuves furent apportées au début des années 1980 à travers des études in vitro,,,,,,.
Des études prolongées ont d'ailleurs montré que les membranes cellulaires bloquent efficacement la pénétration de la chrysine dans les cellules, et que celle-ci n'a aucune action sur le niveau d'œstrogène dans l'organisme,,.
D'autres études in vivo tendent à montrer que si la chrysine n'a aucune effet sur les niveaux d'oestrogène, la chrysine aurait d'autres effets préjudiciables dans le corps, en particulier sur le fonctionnement de la thyroïde. Une étude de 30 jours a été effectuée sur des souris auxquelles on a injecté et administré oralement de la chrysine afin d'observer les effets sur le niveau d'œstrogène sérique. Les résultats ont non seulement montré qu'il n'y avait aucun impact sur le taux d'œstrogène, mais qu'en plus les souris traitées à la chrysine sont devenues considérablement plus grosses[réf. souhaitée]